# Anti-VEGF terapija u oftalmologiji
Anti-VEGF terapija u oftalmologiji   je primena lekova sa anti-vaskularnim endotelijalnmi faktorom rasta (engl. Anti-vascular endothelial growth factor) u lečenju bolesti oka sa ciljem da se spreči stvaranje novih krvnih sudova, neovaskularizacija, u ishemičnom tkivu oka. Anti-VEGF lekovi zaustavljaju rast novih krvnih sudova u oku, čime se smanjuje rizik od krvarenja, curenja , stvaranja ožiljaka i daljeg gubitka vida.
Terapija počinje primenom leka u tri doze, koje se daju svaka u razmaku od mesec dana. Ako se nakon početne tri injekcije stanje ne popravi, nastavlja se lečenje novim dozama. Nemoguće je tačno odrediti koliko injekcija pacijent mora primiti, jer je pristup svakom pacijentu i njegovoj bolesti individualan. Na uspešnost terapije umnogome utiče i vreme kad se pacijent javio lekaru, jer ako je to učinio pravovremeno, tada i anti-VEGF terapija ima puno više uspeha. Ako je bolest dugotrajna, postoji mogućnost da injekcije neće zaustaviti dalje slabljenje vida.

## Osnovni pojmovi

### Vaskularni endotelijalni faktor rasta (VEGF)
VEGF je signalni protein,  iz potfamilija faktora rasta, specifične familije faktora rasta izvedenih iz trombocita. Faktori rasta su važni signalni proteini koji učestvuju u vaskulogenezi (de novo formiranju embrionskog krvnog sistema) i angiogenezi (rastu krvnih sudova iz postojeće mreže).
Sobzirom da njega proizvode ćelije koje stimulišu vaskulogenezu i angiogenezu, on pripada sistemu koji obnavlja snabdevanje kiseoniom tkiva u uslovima narušene cirkulacije. U tom smislu uloga VEGF je kreiranje novih krvnih sudova tokom embrionskog razvoja, novih krvnih sudova nakon povrede, mišića nakon vežbanja, i novih sudova (kolateralna cirkulacija), npr. akon infarkta, za zaobilaženje blokiranih sudova.
Serumska koncentracija VEGF-a je visoka kod Bronhijalne astme i niska kod dijabetesa. Kad je nivo VEGF prekomerno izražen, on može da doprinese razvoju bolesti. 
- Čvrsti kanceri ne mogu da rastu izvan ograničene veličine bez adekvatnog pristupa krvi. Kanceri koji izražavaju VEGF imaju sposobnost rasta i metastaze.
- Prekomerno izražavanje VEGF-a može da uzrokuje vaskularno oboljenje retine oka i drugih delova tela.

### VEGF receptori (VEGFR)
VEGF receptori sapadaju u grupu receptora namenjenih isključivo za vaskularni endotelni faktor rasta (VEGF). Poznata su tri glavna podtipa VEGFR, koja su numerisana sa 1, 2 i 3. Oni mogu da budu vezani za membranu (mbVEGFR) ili rastvorni (sVEGFR), u zavisnosti od alternativnog splajsovanja.
Svi članovi VEGF familije stimulišu ćelijske odgovore vezivanjem za tirozinske kinazne receptore (VEGFR) na ćelijskoj površini, čime uzrokuju njihovu dimerizaciju i aktivaciju putem transfosforilacije. VEGF receptori imaju ekstracelularnu komponentu koja se sastoji od sedam imunoglobulinu sličnih domena, jednoprolaznog transmembranskog regiona i intracelularnog dela koji sadrži tirozin kinazni domen.
- VEGF-A se vezuje za VEGFR-1 (Flt-1) i VEGFR-2 (KDR/Flk-1).
- VEGFR-2 posreduje skoro sve poznate ćelijske odgovore na VEGF.
- Funkcija VEGFR-1 je manje poznata, mada se smatra da moduliše VEGFR-2 signalizaciju.
- Jedna dodatna funkcija VEGFR-1 receptora je da deluje kao maketa/lažni receptor, čime sprečava vezivanje VEGF za VEGFR-2 (postoje indikacije da je to posebno važno tokom embrionske vaskulogeneze).
- Jedna alternativno splajsovana forma VEGFR-1 (sFlt1) je za membranu nevezani protein, koji se izlučuje i prvenstveno funkcioniše kao lažni objekat.
- Treći receptor (VEGFR-3) je poznat, međutim, VEGF-A nije ligand tog receptora. VEGFR-3 posreduje limfangiogenezu u odgovoru na VEGF-C i VEGF-D

## Anti-VEGF lekovi
| Лекови       | Употреба            |
| ------------ | ------------------- |
| axitinib     | карцином            |
| bevacizumab  | карцином, ДМ        |
| cabozantinib | карцином            |
| lapatinib    | карцином            |
| lenvatinib   | карцином            |
| pazopanib    | карцином            |
| ponatinib    | карцином            |
| ramucirumab  | карцином            |
| ranibizumab  | Дегенерација макуле |
| regorafenib  | карцином            |
| sorafenib    | карцином            |
| sunitinib    | карцином            |
| vandetanib   | карцином            |

Lekovi, kao što je bevacizumab, mogu da inhibiraju VEGF i da kontrolišu ili usporavaju razvoj bolesti, u kojima je prisutna visoka koncentracija vaskularnog endotelijalnog faktora rasta (VEFF). Lekovi iz ove grupe prvenstveno se koriste u lečenju raka debelog creva, i za to su ga zvanično odobrile komisije za lekove, zemaqa zapadne Evrope i SAD.
Trenutno se u Srbiji kao anti-VEGF koristi Avastin®. Iako ovaj lek nije registrovan za očnu upotrebu sve masovnije ih koriste očni lekari širom sveta, pa tako i u Srbiji, koji se bave oboljenjima zadnjeg segmenta oka (koja su navedena na ovoj stranici).
Lucentis i bevacizumab (Avastin) su fragmenti monoklonalnog antitela (Fab) izveden iz mišjeg antitela. On je znatno manji od roditeljskog molekula i bio je podvrgnut procesu maturacije afiniteta da bi se pojačalo vezivanje za VEGF-A. Ovi lekovi su kao inhibitori angiogeneze odobreni za lečenje „vlažnog” tipa starostne makularne degeneracije (AMD, ARMD), i uobičajeme forme starosnog gubitka vida ili dijabetesem izazvane retinoptije.
Ovi lekovi koji deluju tako što blokiraju supstancu koja stimuliše rast nenormalnih krvnih sudova (VEGF), u brojnim studijama pokazali su da dovode do usporavanja promena, ponekad do poboljšanja stanja kod određenog broja bolesnika, sa u indikacijama navedenim stanjima. Međutim kod određenog broja bolesnika dolazi do napredovanja promena i daljeg smanjenja vida bez obzira na ponavljanje terapije. lek nije delotvoran kod svih bolesnika, tako da se ne može unapred znati kod koga će boesnika i u kojoj meri biti uspešan.
Na tržištu lekova, ostoji još lekova koji blokiraju VEGF, među kojima su npr Eylea®, Lucentis® i drugi, koji deluju po istim principima ali su značajno skuplji, ali ne i efikasniji od Avastina.

## Terapija anti-VEGF lekovima prema vodiču Evropskog udruženja retinologa
Prema vodiču Evropskog udruženja retinologa, danas se za lečenje subfoealnih CNV koriste isključivo i samo anti-VEGF lekovi koji su prošli sveže ispitivanja, kao što su:
Pegaptanib sodium (Macugen, Eyetech Pharmaceuticals, Inc-Pfizer Inc.)
Lek je odobren za upotrebu 2004. godine. To je aptamer sa specifičnim inhibicijom VEGF 165 izoformi. Bezbednost i efikasnost leka su potvrđeni: VISION (VEFG Inhibition Study in Ocular Neovascularisation) studijom.
Ranibizumab (Lucentis, Genentech, Inc-Novartis Pharma AG)
Lek je odobren za upotrebu juna 2006. godine. To je monoklonalno antitelo dobijeno fragmentacijom lanca bevacizumaba. Njegova efikasnost i bezebednost su potvrđeni: MARINA (Minimally/Classic Occult Trialod Anti-VEGF antibody ranibiyumab in the Treatment of Neovascular Age-related macular degeneration) studijom, i ANCHOR (Anti-VEGF Antibody for the Treatmentof Predominantly Classic Choroidal Neovascularization inAMD ) studijom.
Bevacizubam (Avastin)
Ovaj lek, sa sličnim mehanizmom delovanja, kao prethodni, za nas u Srbiji je od posebnog interesa, jer je trenutno jedini lek iz grupe anti-VEGF faktora koji se može preporučiti pacijentima sa vlažnom makulopatijom (horoidalnom neovaskularizacijom u Srbiji. Dosadašnje studije pokazalesu da je Avastin efikasan, bezbedan a veoma jeftin lek.
Iako postoje pretpostavke da je lek retinalno toksičan, ima i istraživanja koja to opovrgavaju, i zaključuju da doza bevacizumaba za intravitrealnu primenu do 2,5 mg nije toksična za retinu.
Uz ipak preporučenu dozu za bezbednu intravitrealnu primenu, koja je nešto manja i iznosi 1—1,25 mg, potpuna stabilizacija barijere postiže se 28 dana nakon aplikacije anti VEGF leka. Lek se već testiran i kod proliferative dijabetičke retinopatije,  rubeoze irisa i makularnog edema usled okluzije centralne retinalne vene.

## Indikacije za primenu terapije
| - Vlažna forma senilne degeneracije makule - Miopna degeneracija makule, - Dijabetesna retinopatija - Okluzija (začepljenje) centralne vene mrežnjače - Retinopatija i edem makule - Druge nedijabetične proliferativne retinopatije - Retinalne telangiektazije - Retinalna neovaskularizacija (horoidalna, subretinalna) - Nespecifične retinalne okluzije | - Okluzija stabla i grane VCR - Eksudativna AMD - Cistoidni edem makule - Edem i ishemija retine - Rubeoza dužice - Neovaskularni glaukom - Okularna histoplazmoza - Agioidne strije - Vitrealne hemoragije |

## Način primene
Anti-VEGF lekovi se u obliku injekcija ubrizgavaju u staklasto telo (corpus vitreum) oka. Injekcija se daje kroz beonjaču u operacionoj sali. 
Pre ubrizgavanja leka оko i koža oko oka se očisti dezinfekcionim rastvorom a u oko se aplikuje u vidu kapi lokalni anestetik, kako bi sama intervencija bila bezbolna. Igla koja se koristi za ubrizgavanje leka je veoma oštra , mala i kratka, kako bi trauma oka bila što manja. Samo ubrizgavanje leka u oko traje samo nekoliko sekundi i pacijent je oseća kao ubod sličan onom kod uboda komarca.
Nakon intervencije pacijentu se stavljaju antibiotske kapi za oči. Pacijent odmah nakon primljene injekcije ide kući sa gazom i zavojem na tretiranom oku koji nosi do sutrašnje kontrole. Narednih nekoliko dana pacijent treba upotrebljavati antibiotske kapi da bi se sprečila moguća infekcija oka. Već sutradan posle intervencije oko treba da bude sasvim komforno, bez bolova.
Nakon injekcije vid može biti zamućen nekoliko sati do 1–2 dana nakon intervencije. Nekada može da se javi crvenilo beonjače na mestu injekcije koje se povlači za nekoliko dana. Nedelju do dve posle intervencije primećuje se crna senka u vidnom polju, koja potiče od lek koji se nalazi u staklastom telu. Vremenom kako se lek resorbuje senka se gubi.  
U načelu lek se daje u tri doze na svakih mesec dana, zatim za 6 meseci i za godinu dana. Lečenje se prema potrebno ponavljati po određenoj šemi do stabilizacije vida i stanja u oku nakon kontrolnih pregledia. Na kontrolnom pregledu se testira vid i radi kontrolni optička koherentna tomografija (OCT) kako bi se uporedilo stanje pre i nakon primene Anti-VEGF terapije.
Koliko će injekcija biti potrebno do okončanja lečenja određuje oftalmolog na osnovu nalaza i dodatne dijagnostike.

## Prognoza
U zavisnosti od dužine trajanja bolesti i njegovog stadijuma, deo pacijenata nakon primanja injekcija može očekivati poboljšanje vidne oštrine, dok deo pacijenata može očekivati usporavanje ili zaustavljanje daljeg toka bolesti. Kod malog broja pacijenata na žalost nastavlja se dalje propadanje vidne oštrine na obolelom oku, ali definitivno ne onoliko brzo, koliko bi se to desilo bez primene terapije.

## Neželjena dejstva
Anti-VEGF lekovi inhibiraju rast krvnih sudova, što je deo normalnog procesa zarastanja rana i stvaranja kolateralnog krvotoka kod aterosklerotičnih krvnih sudova. Zato postoji mogoćnost da oni ometataju normalne procese i izazovu pogoršanje stanja kao što su bolesti koronarnih i perifernih krvnih sudova.
Najčešće nuspojave su povećanje krvnog protiska i povećan rizik od krvarenja. Moguće komplikacije su perforacija crijeva, posteriorni reverzibilni encefalopatski sindrom, perforacija septuma nosa i renalna trombotična mikroangiopatija.
Navedene nuspojave su međutim rijetke kod intraokularne primene u oftalmologiji jer se lek primijenjuje u manjim dozama i to direktno u oko što značajno smanjuje mogućnost nastanka navedenih nuspojava.
Kao moguća neželjena dejstva u oftalmologiji nakon primene ove terapije mogu se javiti:
- Privremeni skok očnog pritiska, jer ubrizgavanje injekcije povećava količinu tečnosti u očnoj jaučici a to dovodi do povećanja pritiska. Ovo povećanje pritiska je privremeno i ne ostavlja nikakve posledice na oku.
- Endophthalmitis (infekcija oka) je vrlo ozbiljna komplikacija kod koje može doći usled infekcije unutrašnjosti oka. Mogućnost nastanka endoftalmitisa je vrlo retka, u proseku 1:1.000 slučajeva. Antibiotici pre i posle intervencije kao i sterilno davanje u operacionoj sali su mera prevencije ove komplikacije.

Sve u svemu, nepovoljni očni događaji nakon intravitrealne injekcije anti-VEGF lekova, uključujući endoftalmitis, odvajanje mrežnice i povišen intraokularni pritisak (IOP), u svim dosada sprovedenim studijama, bili su retki (≤ 1%).

## Napomene
1. ↑  Efekat leka je praćen u odnosu na optički nerv,[32] i na hemato-okularnu barijeru.[33]

## Spoljašnje veze
- Injekcije u oko koje spašavaju vid – Avastin (језик: хрватски)
- VEGF+Receptors на 

|  | Molimo Vas, obratite pažnju na važno upozorenje u vezi sa temama iz oblasti medicine (zdravlja). |